# Percheziție
Percheziția este activitatea procesuală exercitată de organele de urmărire penală sau de instanța de judecată în scopul descoperirii unor obiecte, înscrisuri sau alte dovezi ce pot duce la finalizarea anchetei, care sunt ascunse de organele în acțiune și care, dacă ar fi descoperite, ar contribui la aflarea adevărului într-o cauză penală, precum și la rezolvarea procesului, respectiv a dosarului care se află în prezenta acțiune. Percheziția, în funcție de legătura prezentă cu derularea unui proces penal, poate fi judiciară (domiciliară, corporală, percheziția asupra vehiculelor și percheziția informatică) și extrajudiciară (percheziție vamală, percheziția efectuată la accesul într-o instituție publică, aeroport, complex sportiv etc.). Percheziția se efectuează de procuror sau de organul de cercetare penală, însoțit, după caz, de agenții operativi. În cazul în care este necesar, organele judiciare pot restricționa libertatea de mișcare a persoanelor prezente la fața locului sau accesul altor persoane în locul unde se efectuează percheziția, pe durata efectuării acesteia. Înainte de începerea percheziției, organul judiciar se legitimează și înmânează o copie a mandatului emis de judecător persoanei la care se va descinde actiunea în cauză, reprezentantului acesteia sau unui membru al familiei, iar în lipsă, oricărei alte persoane cu capacitate deplină de exercițiu care cunoaște persoana la care se va efectua percheziția și, dacă este cazul, custodelui.

## Percheziție domiciliară
Percheziția domiciliară este procedeul probatoriu care constă în cercetarea locuinței unei persoane fizice, a sediului unei persoane juridice sau a oricărui alt spațiu, delimitat în orice mod, care aparține sau este folosit de o persoană fizică sau juridică pentru descoperirea și strângerea probelor cu privire la infracțiunea pentru care s-a început urmărirea penală, la conservarea urmelor săvârșirii infracțiunii sau la prinderea suspectului ori inculpatului. De asemenea, percheziția domiciliară poate fi efectuată în reședința suspectului sau acuzatului, dar și în alte locuințe sau spații ce aparțin unor alte persoane (rude ale suspectului sau inculpatului, martori etc.).

## Percheziție informatică
Percheziția informatică este procedeul probatoriu prin care se cercetează, descoperă, identifică și strâng probe digitale aflate într-un sistem informatic (de exemplu, laptop, telefon mobil inteligent, PC etc.) sau un mijloc de stocare a datelor informatice (de exemplu, card de memorie, CD, harddrive etc.). Acest procedeu probatoriu este reglementat în articolul 168 din Codul de procedură penală. Percheziția informatică poate fi autorizată doar de către un judecător de drepturi și libertăți sau de către instanța de judecată, fiind emis în acest sens un mandat de percheziție informatică.
Un aspect controversat vizează situația dispozitivelor criptate. În măsura în care discutăm despre un dispozitiv criptat, acesta nu poate face obiectul unei percheziții informatice deoarece conținutul datelor informatice stocate nu este lizibil. Prin urmare, dacă pentru decriptarea dispozitivului este necesară cunoașterea unei parole sau a unui cod PIN, se ridică problema obligației de a coopera cu organele judiciare. Încă din anul 2016, George Zlati a publicat un studiu cu privire la Privilegiul contra autoincriminării și criptografia. Concluzia acestuia a fost că parolele și codurile PIN reprezintă informații ce sunt acoperite de privilegiul contra autoincriminării, persoana percheziționată având așadar dreptul de a rămâne în pasivitate. La acest moment, nu există o hotărâre a Curții Europene a Drepturilor Omului (CEDO) care să analizeze această problemă de drept.